# Colbert Super PAC
Le Colbert Super PAC, officiellement intitulé Americans for a Better Tomorrow, Tomorrow (« Américains pour un lendemain meilleur, dès demain ») est un comité d'action politique (Political Action Committee ou PAC) créé par l'humoriste américain Stephen Colbert à l'occasion de la campagne présidentielle de 2012. Colbert interprète depuis plusieurs années un personnage parodique de commentateur politique conservateur dans son émission The Colbert Report, et c'est sous les traits de son personnage homonyme qu'il développe ce Super PAC. Un Super PAC est une organisation de soutien politique mis en place pour lever des fonds illimités en faveur d'un candidat et de le soutenir par l'intermédiaire de diverses campagnes de promotion, tout en restant « indépendant ».
D'après la Federal Election Commission (FEC) qui accorde les droits de création et surveille le management des Super PAC, celui de Colbert a réuni 1,02 million de dollars ; l'argent restant après les élections (773 704,83 $) a été reversé à des œuvres de charité. Colbert remporte un Peabody Award, récompensant l'excellence, pour avoir créé un « moyen novateur d'enseigner au public américain la jurisprudence qui régit les campagnes électorales ».

## Création et financement

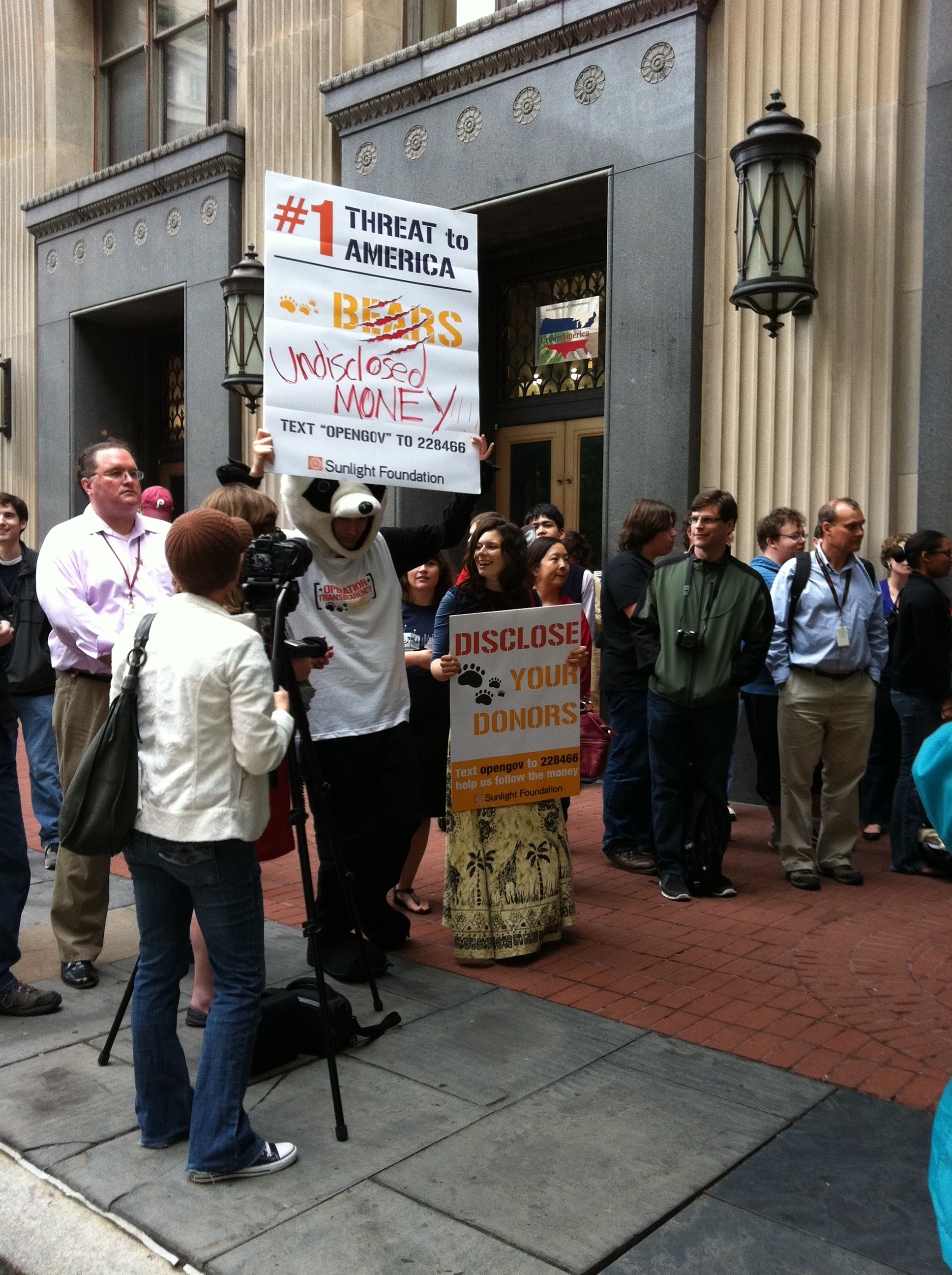
Manifestants de la Sunlight Foundation en faveur du Colbert Super PAC devant les bureaux de la FEC.